# Nice (álbum de Puffy AmiYumi)
Nice. es el séptimo disco del dueto Puffy AmiYumi, editado en 2003. El disco tuvo una versión estadounidense que incluía el tema de la serie Teen Titans. La versión estadounidense, estaba inspirada en John Lennon y su Esposa acostados en la Cama, ante una Multitud esperando impacientemente Afuera.

## Lista de temas
Japan Version:
1. Akai Buranko -Red Swing- (赤いブランコ)
2. Tokyo Nights (東京ナイツ)
3. Angel of love
4. Sayonara (さようなら)
5. Invisible Tomorrow
6. Thank You (サンキュー)
7. Long Beach Nigthmare
8. Your Love is a Drug
9. K2G (Kimi Ni Go! ～キミにGO!～)
10. Shiawase (しあわせ)
11. Atarashii Hibi (あたらしい日々)
12. Tomodachi (ともだち)

U.S Version:
1. Planet Tokyo
2. Tokyo Nights
3. Angel of Love
4. Sayonara
5. Invisible Tomorrow
6. Thank You
7. Long Beach Nightmare
8. Your Love Is a Drug
9. K2G
10. Shiawase (Happiness)
11. 憂 (UREI)
12. Teen Titans Theme
13. Red Swing (Akai Buranko)

## Sencillos
1. Atarashii Hibi (あたらしい日々)/Tomadachi (ともだち )-Friends-/Love So Pure (Sumire Japan Ver.)
2. Akai Buranko -Red Swing- (赤いブランコ)/Planet Tokyo/Asia no Junshin ~English Ver.~ (アジアの純真 ～English Version～) -True Asia (English Ver.)-

- Datos: Q2700437